# Сарабаиха
Сарабаиха — река в России, протекает в Пермском районе Пермского края. Длина реки составляет 19 км.
Начинается на восточной окраине деревни Ключики. Течёт в северо-восточном направлении, сначала через берёзово-еловый лес, затем по открытой местности через деревни Болгары, Капидоны, Аникино. Устье реки находится в 17 км по левому берегу реки Нижняя Мулянка в селе Култаево на высоте 103,6 метра над уровнем моря.
Основные притоки — Подборный (лв), Симеиха (лв).
В Култаево на реке образован пруд, лежащий на высоте 111 метров над уровнем моря.

## Данные водного реестра
По данным государственного водного реестра России относится к Камскому бассейновому округу, водохозяйственный участок реки — Кама от Камского гидроузла до Воткинского гидроузла, речной подбассейн реки — бассейны притоков Камы до впадения Белой. Речной бассейн реки — Кама.
Код объекта в государственном водном реестре — 10010101012111100014011.